# Gerard van Breemen
Gerard Cornelis Hendrikus van Breemen (Blaricum, 26 december 1919 – Laag-Keppel, 28 maart 2013) was een Nederlands politicus van de KVP en later het CDA.
Na zijn gymnasiale studie in Hilversum was hij in diverse functies werkzaam op de secretarieën van de gemeenten Tienhoven, Vreeland, Nigtevecht en Heteren om daarna weer in Blaricum terug te keren. Met ingang van 10 december 1956 volgde zijn benoeming tot burgemeester van de gemeente Oude Niedorp en daarna was hij van 16 september 1965 tot 1 juli 1982 burgemeester van de voormalige gemeente Bergh. Hij werd opgevolgd door Theo Jeuken.